# Пам'ятник студенту-програмісту
«Студент» — скульптурна композиція, що зображує студента-програміста, що сидить на лавці, розташована у місті Харкові біля центрального входу в Харківський національний університет радіоелектроніки.

## Опис
Автор — Роман Блажко

Дизайнер — Віктор Гончаренко

Довжина лавочки — близько 250 см.

Висота скульптури студента — 150 см 

Матеріал — бронза 

Вартість — близько 400 000 гривень

## Історія
Офіційне відкриття відбулося 8 жовтня 2010 року, приурочено це було до 80-річчя університету, відкривав пам'ятник тогочасний ректор — Михайло Федорович Бондаренко. Пам'ятник було зроблено за чотири місяці на благодійні кошти. Університет провів доволі масштабну піар-кампанію для збору пожертв на пам'ятник, більше половину усієї суми пожертвували співробітники та студенти університету. Університетом ширилися чутки, що співробітники здавали гроші «добровільно-примусово», але офіційно ніхто не заявляв, що людей змушували здавати гроші.
Прототипом для пам'ятника був сам скульптор.

### Назва
Офіційно оголошено, що дана скульптурна композиція називається «Студент», але в новинах в ЗМІ та інтернеті його дуже часто називають «Пам'ятник програмісту», також часто використовується симбіоз попередніх варіантів — «пам'ятник студенту-програмісту».

## Задум

Натертий носок туфлі студента

|                                    | «На лавочці біля Харківського національного університету радіоелектроніки - «кузні» хакерів, комп'ютерників, системників і т.д., присів звичайний студент. Він щойно вийшов з пар. Він задумливий - можливо, він думає над новою програмою, яка затьмарить «Майкрософт», і він - майбутній український Білл Гейтс і засновник багатомільярдної корпорації. Адже тільки він – творець свого електронного світу, він – майбутній геній двійкового коду та програмування, та, одночасно з цим же – він проста людина, що сидить на лавочці. Сумка в сторону, волосся скуйовджено, погляд дрімливо задумливий. Він – збірний образ комп'ютерного генія, звичайного програміста та одночасно – простого студента одного з найкращих університетів України.» |
| — так описує композицію сайт ХНУРЕ | |

Ректор запропонував запровадити традицію терти тачпад ноутбука перед сесією на удачу. Але, як видно з пам'ятника, труть йому носок туфлі.
Важливим було поєднання естетичності та практичності — на лавочці багато вільного місця, яке використовується як, власне, лавочка.

## Галерея